# Краснохохлая кардиналовая овсянка
Краснохохлая кардиналовая овсянка (лат. Paroaria coronata) — южноамериканская певчая птица из семейства танагровых.

## Описание
Краснохохлая кардиналовая овсянка длиной 20 см. Спина, крылья и хвост серые, грудь, брюхо и шея по бокам белые, лицо, хохол и горло красные.
Благодаря своему разнообразному и мелодичному пению краснохохлая кардиналовая овсянка является популярной домашней птицей.

## Распространение
Птица живёт на открытых, поросших травой ландшафтах с редкими деревьями и кустарниками, часто вблизи водоёмов. Ареал охватывает юго-восток Бразилии, север Аргентины и юг Боливии. Также встречается на Гавайях.

## Поведение
Это общительная птица, которая часто парами или в маленьких группах ищет на земле семена. Отдыхает птица высоко наверху на дереве или кусте.

## Размножение
В период ухаживания самец широко расставляет свои перья хвоста и прыгает вокруг самки, держа в клюве корм или материал для строительства гнезда. Чашеобразное гнездо из корней и травы строится под кустами или небольшими деревьями. Обе родительские птицы высиживают кладку из 3—4 яиц примерно 2 недели. Через 2 недели молодые птицы становятся самостоятельными. Затем родители продолжают их кормить ещё одну неделю.

## В искусстве
В мультфильме «Рио» одним из персонажей является краснохохлая овсянка Педро (Pedro). Озвучен will.i.am, дубляж — Аркадий Джем.